# EuroBasket
El EuroBasket, también denominado Campeonato Europeo de Baloncesto de la FIBA, es la principal competición de baloncesto disputada entre las selecciones nacionales masculinas regidas por la FIBA Europa, la zona europea de la Federación Internacional de Baloncesto. Después del Baloncesto en los Juegos Olímpicos y la Copa Mundial de Baloncesto, es el torneo de mayor importancia para los equipos nacionales europeos.
Desde la primera edición del Campeonato Europeo de Baloncesto Masculino de 1935 celebrada en Suiza hasta el Campeonato Europeo de Baloncesto Masculino de 2017 esta competición se celebró de forma bienal —a excepción del periodo comprendido durante la Segunda Guerra Mundial (la edición de 1941 en Lituania fue suspendida por este motivo)—, y desde entonces se celebra de forma cuatrienal, siendo la siguiente edición el Campeonato Europeo de Baloncesto Masculino de 2025.
Hasta la edición de 2015 la competición también sirvió como torneo clasificatorio para los Juegos Olímpicos y la Copa Mundial de Baloncesto de la FIBA, cambiándose a partir del año 2017 el sistema por otro en el que todas las selecciones deberán enfrentarse para lograr su plaza en dichos torneos. Además, el Campeonato Europeo sirvió también a los equipos del continente como clasificación al FIBA Diamond Ball (mientras este se jugó entre 2000 y 2008), el cual nucleaba a todos los campeones continentales de todo el mundo, al estilo de una Copa Confederaciones.
La nación más laureada es la ya desaparecida Unión Soviética, con catorce títulos, mientras que en los últimos años la selección más laureada es la selección española, tetracampeona de Europa en los años 2009, 2011, 2015 y 2022.

## Formato de clasificación
El actual formato de clasificación permite participar a 24 equipos. Ocho puestos están determinados para el país anfitrión y los siete primeros clasificados en el anterior EuroBasket. El resto de los equipos de la División A compiten en el torneo de clasificación, que se divide en cuatro grupos. Cada equipo juega una liguilla a ida y vuelta. El mejor equipo de cada grupo obtiene la clasificación para el EuroBasket. Los tres mejores de los cuatro finalistas también se clasifican.
De los diez equipos que no se clasificaron, los seis mejores tienen otra oportunidad en una ronda clasificatoria adicional. Los cuatro restantes compiten en una ronda de descenso, con dos de ellos siendo relegados a la División B para el ciclo siguiente de clasificación (y reemplazados por los dos mejores equipos de la División B).
La plaza final se determina por la nueva ronda de clasificación. Los seis equipos son divididos en dos grupos de tres, con cada grupo jugando otra liguilla a ida y vuelta. Los mejores equipos de cada grupo se enfrentan en un partido final y el ganador recibe el último pase para disputar el EuroBasket.

## Palmarés
| Año  | Sede                                                | Partido por la medalla de oro | Partido por la medalla de oro | Partido por la medalla de oro | Partido por la medalla de bronce | Partido por la medalla de bronce | Partido por la medalla de bronce |
| Año  | Sede                                                | Oro                           | Resultado                     | Plata                         | Bronce                           | Resultado                        | 4ª plaza                         |
| ---- | --------------------------------------------------- | ----------------------------- | ----------------------------- | ----------------------------- | -------------------------------- | -------------------------------- | -------------------------------- |
| 1935 | Suiza (Ginebra)                                     | Letonia                       | 24 - 18                       | España                        | Checoslovaquia                   | 25 - 23                          | Suiza                            |
| 1937 | Letonia (Riga)                                      | Lituania                      | 24 - 23                       | Italia                        | Francia                          | 27 - 24                          | Polonia                          |
| 1939 | Lituania (Kaunas)                                   | Lituania                      | [ 1 ]                         | Letonia                       | Polonia                          | [ 1 ]                            | Francia                          |
| 1946 | Suiza (Ginebra)                                     | Checoslovaquia                | 34 - 32                       | Italia                        | Hungría                          | 38 - 32                          | Francia                          |
| 1947 | Checoslovaquia (Praga)                              | Unión Soviética               | 56 - 37                       | Checoslovaquia                | Egipto                           | 50 - 48                          | Bélgica                          |
| 1949 | Egipto (El Cairo)                                   | Egipto                        | [ 1 ]                         | Francia                       | Grecia                           | [ 1 ]                            | Turquía                          |
| 1951 | Francia (París)                                     | Unión Soviética               | 45 - 44                       | Checoslovaquia                | Francia                          | 55 - 52                          | Bulgaria                         |
| 1953 | Unión Soviética (Moscú)                             | Unión Soviética               | [ 1 ]                         | Hungría                       | Francia                          | [ 1 ]                            | Checoslovaquia                   |
| 1955 | Hungría (Budapest)                                  | Hungría                       | [ 1 ]                         | Checoslovaquia                | Unión Soviética                  | [ 1 ]                            | Bulgaria                         |
| 1957 | Bulgaria (Sofía)                                    | Unión Soviética               | [ 1 ]                         | Bulgaria                      | Checoslovaquia                   | [ 1 ]                            | Hungría                          |
| 1959 | Turquía (Estambul)                                  | Unión Soviética               | 83 - 72                       | Checoslovaquia                | Francia                          | 62 - 60                          | Hungría                          |
| 1961 | Yugoslavia (Belgrado)                               | Unión Soviética               | 60 - 53                       | Yugoslavia                    | Bulgaria                         | 55 - 46                          | Francia                          |
| 1963 | Polonia (Breslau)                                   | Unión Soviética               | 60 - 53                       | Polonia                       | Yugoslavia                       | 89 - 61                          | Hungría                          |
| 1965 | Unión Soviética (Moscú)                             | Unión Soviética               | 58 - 49                       | Yugoslavia                    | Polonia                          | 86 - 70                          | Italia                           |
| 1967 | Finlandia (Helsinki)                                | Unión Soviética               | 89 - 77                       | Checoslovaquia                | Polonia                          | 80 - 76                          | Bulgaria                         |
| 1969 | Italia (Nápoles)                                    | Unión Soviética               | 81 - 72                       | Yugoslavia                    | Checoslovaquia                   | 77 - 75                          | Polonia                          |
| 1971 | Alemania Occidental (Essen)                         | Unión Soviética               | 69 - 64                       | Yugoslavia                    | Italia                           | 85 - 67                          | Polonia                          |
| 1973 | España (Barcelona)                                  | Yugoslavia                    | 78 - 67                       | España                        | Unión Soviética                  | 90 - 58                          | Checoslovaquia                   |
| 1975 | Yugoslavia (Belgrado)                               | Yugoslavia                    | [ 1 ]                         | Unión Soviética               | Italia                           | [ 1 ]                            | España                           |
| 1977 | Bélgica (Lieja)                                     | Yugoslavia                    | 74 - 61                       | Unión Soviética               | Checoslovaquia                   | 91 - 81                          | Italia                           |
| 1979 | Italia (Turín)                                      | Unión Soviética               | 98 - 76                       | Israel                        | Yugoslavia                       | 99 - 92                          | Checoslovaquia                   |
| 1981 | Checoslovaquia (Praga)                              | Unión Soviética               | 84 - 76                       | Yugoslavia                    | Checoslovaquia                   | 101 - 90                         | España                           |
| 1983 | Francia (Nantes)                                    | Italia                        | 105 - 96                      | España                        | Unión Soviética                  | 105 - 70                         | Países Bajos                     |
| 1985 | Alemania Occidental (Stuttgart)                     | Unión Soviética               | 120 - 89                      | Checoslovaquia                | Italia                           | 102 - 90                         | España                           |
| 1987 | Grecia (Atenas)                                     | Grecia                        | 103 - 101 prórroga            | Unión Soviética               | Yugoslavia                       | 98 - 87                          | España                           |
| 1989 | Yugoslavia (Zagreb)                                 | Yugoslavia                    | 98 - 77                       | Grecia                        | Unión Soviética                  | 104 - 76                         | Italia                           |
| 1991 | Italia (Roma)                                       | Yugoslavia                    | 88 - 73                       | Italia                        | España                           | 101 - 83                         | Francia                          |
| 1993 | Alemania (Múnich)                                   | Alemania                      | 71 - 70                       | Rusia                         | Croacia                          | 99 - 59                          | Grecia                           |
| 1995 | Grecia (Atenas)                                     | RF Yugoslavia                 | 96 - 90                       | Lituania                      | Croacia                          | 73 - 68                          | Grecia                           |
| 1997 | España (Barcelona)                                  | RF Yugoslavia                 | 61 - 49                       | Italia                        | Rusia                            | 97 - 77                          | Grecia                           |
| 1999 | Francia (París)                                     | Italia                        | 64 - 56                       | España                        | RF Yugoslavia                    | 74 - 62                          | Francia                          |
| 2001 | Turquía (Estambul)                                  | RF Yugoslavia                 | 78 - 69                       | Turquía                       | España                           | 99 - 90                          | Alemania                         |
| 2003 | Suecia (Estocolmo)                                  | Lituania                      | 93 - 84                       | España                        | Italia                           | 69 - 67                          | Francia                          |
| 2005 | Serbia y Montenegro (Belgrado)                      | Grecia                        | 78 - 62                       | Alemania                      | Francia                          | 98 - 68                          | España                           |
| 2007 | España (Madrid)                                     | Rusia                         | 60 - 59                       | España                        | Lituania                         | 78 - 69                          | Grecia                           |
| 2009 | Polonia (Katowice)                                  | España                        | 85 - 63                       | Serbia                        | Grecia                           | 57 - 56                          | Eslovenia                        |
| 2011 | Lituania (Kaunas)                                   | España                        | 98 - 85                       | Francia                       | Rusia                            | 72 - 68                          | A.R.Y. Macedonia                 |
| 2013 | Eslovenia (Liubliana)                               | Francia                       | 80 - 66                       | Lituania                      | España                           | 92 - 66                          | Croacia                          |
| 2015 | Lille (Montpellier, Berlín, Zagreb, Riga)           | España                        | 80 - 63                       | Lituania                      | Francia                          | 81 - 68                          | Serbia                           |
| 2017 | Estambul (Estambul, Helsinki, Tel Aviv, Cluj)       | Eslovenia                     | 93 - 85                       | Serbia                        | España                           | 93 - 85                          | Rusia                            |
| 2022 | Berlín (Colonia, Praga, Tiflis, Milán)              | España                        | 88 - 76                       | Francia                       | Alemania                         | 82 - 69                          | Polonia                          |
| 2025 | Letonia (Riga) (Riga, Limasol, Tampere, Katowice)   |                               |                               |                               |                                  |                                  |                                  |
| 2029 | España (Madrid) (Madrid, Tallin, Atenas, Liubliana) |                               |                               |                               |                                  |                                  |                                  |

## Medallero histórico
| Pos.  | Selección       | Medalla de oro | Medalla de plata | Medalla de bronce | Total |
| ----- | --------------- | -------------- | ---------------- | ----------------- | ----- |
| 1     | Unión Soviética | 14             | 3                | 4                 | 21    |
| 2     | Yugoslavia      | 5              | 5                | 3                 | 13    |
| 3     | España          | 4              | 6                | 4                 | 14    |
| 4     | Lituania        | 3              | 3                | 1                 | 7     |
| 5     | Serbia          | 3              | 2                | 1                 | 6     |
| 6     | Italia          | 2              | 4                | 4                 | 10    |
| 7     | Grecia          | 2              | 1                | 2                 | 5     |
| 8     | Checoslovaquia  | 1              | 6                | 5                 | 12    |
| 9     | Francia         | 1              | 3                | 6                 | 10    |
| 10    | Rusia           | 1              | 1                | 2                 | 4     |
| 11    | Hungría         | 1              | 1                | 1                 | 3     |
| 11    | Alemania        | 1              | 1                | 1                 | 3     |
| 13    | Letonia         | 1              | 1                | 0                 | 2     |
| 14    | Egipto          | 1              | 0                | 1                 | 2     |
| 15    | Eslovenia       | 1              | 0                | 0                 | 1     |
| 16    | Polonia         | 0              | 1                | 3                 | 4     |
| 17    | Bulgaria        | 0              | 1                | 1                 | 2     |
| 18    | Israel          | 0              | 1                | 0                 | 1     |
| 18    | Turquía         | 0              | 1                | 0                 | 1     |
| 20    | Croacia         | 0              | 0                | 2                 | 2     |
| Total | Total           | 41             | 41               | 41                | 123   |

## Estadísticas

### Participaciones
| Equipo               | 1935 | 1937 | 1939 | 1946 | 1947 | 1949 | 1951 | 1953 | 1955 | 1957 | 1959 | 1961 | 1963 | 1965 | 1967 | 1969 | 1971 | 1973 | 1975 | 1977 |
| Islandia             | -    | -    | -    | -    | -    | -    | -    | -    | -    | -    | -    | -    | -    | -    | -    | -    | -    | -    | -    | -    |
| Albania              | -    | -    | -    | -    | 14.º | -    | -    | -    | -    | 16.º | -    | -    | -    | -    | -    | -    | -    | -    | -    | -    |
| Austria              | -    | -    | -    | -    | 12.º | -    | 11.º | -    | 13.º | 14.º | 16.º | -    | -    | -    | -    | -    | -    | -    | -    | 12.º |
| Bélgica              | 6.º  | -    | -    | 7.º  | 4.º  | -    | 7.º  | 10.º | -    | 12.º | 7.º  | 8.º  | 8.º  | -    | 15.º | -    | -    | -    | -    | 8.º  |
| Bosnia y Herzegovina | -    | -    | -    | -    | -    | -    | -    | -    | -    | -    | -    | -    | -    | -    | -    | -    | -    | -    | -    | -    |
| Bulgaria             | 8.º  | -    | -    | -    | 8.º  | -    | 4.º  | 9.º  | 4.º  | 2.º  | 5.º  | 3.º  | 5.º  | 5.º  | 4.º  | 7.º  | 6.º  | 6.º  | 5.º  | 6.º  |
| Chipre               | -    | -    | -    | -    | -    | -    | -    | -    | -    | -    | -    | -    | -    | -    | -    | -    | -    | -    | -    | -    |
| Croacia              | -    | -    | -    | -    | -    | -    | -    | -    | -    | -    | -    | -    | -    | -    | -    | -    | -    | -    | -    | -    |
| República Checa      | X    | X    | X    | X    | X    | X    | X    | X    | X    | X    | X    | X    | X    | X    | X    | X    | X    | X    | X    | X    |
| Checoslovaquia       | 3.º  | 7.º  | -    | 1.º  | 2.º  | -    | 2.º  | 4.º  | 2.º  | 3.º  | 2.º  | 5.º  | 10.º | 7.º  | 2.º  | 3.º  | 5.º  | 4º   | 6.º  | 3.º  |
| Dinamarca            | -    | -    | -    | -    | -    | -    | 14.º | 16.º | 18.º | -    | -    | -    | -    | -    | -    | -    | -    | -    | -    | -    |
| Alemania Democrática | -    | -    | -    | -    | -    | -    | -    | -    | -    | -    | 14.º | 12.º | 6.º  | 10.º | 14.º | -    | -    | -    | -    | -    |
| Egipto               | -    | 8.º  | -    | -    | 3.º  | 1.º  | -    | 8.º  | -    | -    | -    | -    | -    | -    | -    | -    | -    | -    | -    | -    |
| Inglaterra           | -    | -    | -    | 10.º | -    | -    | -    | -    | 12.º | -    | -    | 19.º | -    | -    | -    | -    | -    | -    | -    | -    |
| Estonia              | -    | 5.º  | 5.º  | X    | X    | X    | X    | X    | X    | X    | X    | X    | X    | X    | X    | X    | X    | X    | X    | X    |
| Macedonia del Norte  | -    | -    | -    | -    | -    | -    | -    | -    | -    | -    | -    | -    | -    | -    | -    | -    | -    | -    | -    | -    |
| Finlandia            | -    | -    | 8.º  | -    | -    | -    | 9.º  | 12.º | 10.º | 11º  | 13.º | 14.º | 14.º | 12.º | 6.º  | -    | -    | -    | -    | 10.º |
| Francia              | 5.º  | 3.º  | 4.º  | 4.º  | 5.º  | 2.º  | 3.º  | 3.º  | 9.º  | 8.º  | 3.º  | 4.º  | 13.º | 9.º  | 11.º | -    | 10.º | 10.º | -    | 11.º |
| Georgia              | X    | X    | X    | X    | X    | X    | X    | X    | X    | X    | X    | X    | X    | X    | X    | X    | X    | X    | X    | X    |
| Alemania             | -    | -    | -    | -    | -    | -    | 12.º | 14.º | 17.º | 13.º | -    | 16.º | -    | 14.º | -    | -    | 9.º  | -    | -    | -    |
| Gran Bretaña         | -    | -    | -    | -    | -    | -    | -    | -    | -    | -    | -    | -    | -    | -    | -    | -    | -    | -    | -    | -    |
| Grecia               | -    | -    | -    | -    | -    | 3.º  | 8.º  | -    | -    | -    | -    | 17.º | -    | 8.º  | 12.º | 10.º | -    | 11.º | 12.º | -    |
| Hungría              | 9.º  | -    | 7.º  | 3.º  | 7.º  | -    | -    | 2.º  | 1.º  | 4.º  | 4.º  | 6.º  | 4.º  | 15.º | 13.º | 8.º  | -    | -    | -    | -    |
| Irán                 | -    | -    | -    | -    | -    | -    | -    | -    | -    | -    | 17.º | -    | -    | -    | -    | -    | -    | -    | -    | -    |
| Israel               | -    | -    | -    | -    | -    | -    | -    | 5.º  | -    | -    | 11.º | 11.º | 9.º  | 6.º  | 8.º  | 11.º | 11.º | 7.º  | 7.º  | 5.º  |
| Italia               | 7.º  | 2.º  | 6.º  | 2.º  | 9º   | -    | 5.º  | 7.º  | 6.º  | 10.º | 10.º | -    | 12.º | 4.º  | 7.º  | 6.º  | 3.º  | 5.º  | 3.º  | 4.º  |
| Letonia              | 1.º  | 6.º  | 2.º  | X    | X    | X    | X    | X    | X    | X    | X    | X    | X    | X    | X    | X    | X    | X    | X    | X    |
| Líbano               | -    | -    | -    | -    | -    | 7.º  | -    | 15.º | -    | -    | -    | -    | -    | -    | -    | -    | -    | -    | -    | -    |
| Lituania             | -    | 1.º  | 1.º  | X    | X    | X    | X    | X    | X    | X    | X    | X    | X    | X    | X    | X    | X    | X    | X    | X    |
| Luxemburgo           | -    | -    | -    | 8.º  | -    | -    | 17.º | -    | 15.º | -    | -    | -    | -    | -    | -    | -    | -    | -    | -    | -    |
| Montenegro           | -    | -    | -    | -    | -    | -    | -    | -    | -    | -    | -    | -    | -    | -    | -    | -    | -    | -    | -    | -    |
| Países Bajos         | -    | -    | -    | 6.º  | 11.º | 5.º  | 10.º | -    | -    | -    | -    | 15.º | 16.º | -    | 16.º | -    | -    | -    | 10.º | 7.º  |
| Polonia              | -    | 4.º  | 3.º  | 9.º  | 6.º  | -    | -    | -    | 5.º  | 7.º  | 6.º  | 9.º  | 2.º  | 3.º  | 3.º  | 4.º  | 4.º  | 12.º | 8.º  | -    |
| Portugal             | -    | -    | -    | -    | -    | -    | 15.º | -    | -    | -    | -    | -    | -    | -    | -    | -    | -    | -    | -    | -    |
| Rumania              | 10.º | -    | -    | -    | 10.º | -    | 18.º | 13.º | 7.º  | 5.º  | 8.º  | 7.º  | 11.º | 13.º | 5.º  | 9.º  | 8.º  | 9.º  | 11.º | -    |
| Rusia                | -    | -    | -    | -    | -    | -    | -    | -    | -    | -    | -    | -    | -    | -    | -    | -    | -    | -    | -    | -    |
| Escocia              | -    | -    | -    | -    | -    | -    | 16.º | -    | -    | 15.º | -    | -    | -    | -    | -    | -    | -    | -    | -    | -    |
| Serbia               | -    | -    | -    | -    | -    | -    | -    | -    | -    | -    | -    | -    | -    | -    | -    | -    | -    | -    | -    | -    |
| Serbia y Montenegro  | -    | -    | -    | -    | -    | -    | -    | -    | -    | -    | -    | -    | -    | -    | -    | -    | -    | -    | -    | -    |
| Eslovenia            | -    | -    | -    | -    | -    | -    | -    | -    | -    | -    | -    | -    | -    | -    | -    | -    | -    | -    | -    | -    |
| Unión Soviética      | -    | -    | -    | -    | 1.º  | -    | 1.º  | 1.º  | 3.º  | 1.º  | 1.º  | 1.º  | 1.º  | 1.º  | 1.º  | 1.º  | 1.º  | 3.º  | 2.º  | 2.º  |
| España               | 2.º  | -    | -    | -    | -    | -    | -    | -    | -    | -    | 15.º | 13.º | 7.º  | 11.º | 10.º | 5.º  | 7.º  | 2.º  | 4.º  | 9.º  |
| Suecia               | -    | -    | -    | -    | -    | -    | -    | 17.º | 16.º | -    | -    | 18.º | -    | 16.º | -    | 12.º | -    | -    | -    | -    |
| Suiza                | 4.º  | -    | -    | 5.º  | -    | -    | 13.º | 11.º | 14.º | -    | -    | -    | -    | -    | -    | -    | -    | -    | -    | -    |
| Siria                | -    | -    | -    | -    | -    | 6.º  | -    | -    | -    | -    | -    | -    | -    | -    | -    | -    | -    | -    | -    | -    |
| Turquía              | -    | -    | -    | -    | -    | 4.º  | 6.º  | -    | 11.º | 9.º  | 12.º | 10.º | 15.º | -    | -    | -    | 12.º | 8.º  | 9.º  | -    |
| Ucrania              | X    | X    | X    | X    | X    | X    | X    | X    | X    | X    | X    | X    | X    | X    | X    | X    | X    | X    | X    | X    |
| Yugoslavia           | -    | -    | -    | -    | 13.º | -    | -    | 6.º  | 8.º  | 6.º  | 9.º  | 2.º  | 3.º  | 2.º  | 9.º  | 2.º  | 2.º  | 1.º  | 1.º  | 1.º  |

| Equipo               | 1979 | 1981 | 1983 | 1985 | 1987 | 1989 | 1991 | 1993 | 1995 | 1997 | 1999 | 2001 | 2003 | 2005 | 2007 | 2009 | 2011 | 2013 | 2015 | 2017 | 2022 | 2025 | 2029 | Total |
| Islandia             | -    | -    | -    | -    | -    | -    | -    | -    | -    | -    | -    | -    | -    | -    | -    | -    | -    | -    | 24º  | 24º  | -    | C    |      | 3     |
| Albania              | -    | -    | -    | -    | -    | -    | -    | -    | -    | -    | -    | -    | -    | -    | -    | -    | -    | -    | -    | -    | -    | -    |      | 2     |
| Austria              | -    | -    | -    | -    | -    | -    | -    | -    | -    | -    | -    | -    | -    | -    | -    | -    | -    | -    | -    | -    | -    | -    |      | 6     |
| Bélgica              | 12.º | -    | -    | -    | -    | -    | -    | 12.º | -    | -    | -    | -    | -    | -    | -    | -    | 23.º | -    | 9.º  | 19.º | 14.º | C    |      | 19    |
| Bosnia y Herzegovina | -    | -    | -    | -    | -    | -    | -    | 8.º  | -    | 15.º | 15.º | 13.º | 15.º | 13.º | -    | -    | 19.º | -    | 17.º | -    | 18.º | C    |      | 11    |
| Bulgaria             | 11.º | -    | -    | 8.º  | -    | 7.º  | 8.º  | 14.º | -    | -    | -    | -    | -    | 13.º | -    | 13.º | 14.º | -    | -    | -    | 20.º | -    |      | 25    |
| Chipre               | -    | -    | -    | -    | -    | -    | -    | -    | -    | -    | -    | -    | -    | -    | -    | -    | -    | -    | -    | -    | -    | C    |      | 1     |
| Croacia              | -    | -    | -    | -    | -    | -    | -    | 3.º  | 3.º  | 11.º | 11.º | 7.º  | 11.º | 7.º  | 6.º  | 6.º  | 13.º | -    | 9.º  | 10.º | 11.º | -    |      | 14    |
| República Checa      | X    | X    | X    | X    | X    | X    | X    | -    | -    | -    | 12.º | -    | -    | -    | 13.º | -    | -    | -    | 7.º  | 21.º | 16.º | C    |      | 7     |
| Checoslovaquia       | 4.º  | 3.º  | 10.º | 2.º  | 8.º  | -    | 6.º  | X    | X    | X    | X    | X    | X    | X    | X    | X    | X    | X    | X    | X    | X    | X    | X    | 24    |
| Dinamarca            | -    | -    | -    | -    | -    | -    | -    | -    | -    | -    | -    | -    | -    | -    | -    | -    | -    | -    | -    | -    | -    | -    |      | 3     |
| Alemania Democrática | -    | -    | -    | -    | -    | -    | X    | X    | X    | X    | X    | X    | X    | X    | X    | X    | X    | X    | X    | X    | X    | X    | X    | 5     |
| Egipto               | -    | -    | -    | -    | -    | -    | -    | -    | -    | -    | -    | -    | -    | -    | -    | -    | -    | -    | -    | -    | -    | -    | -    | 4     |
| Inglaterra           | -    | 12.º | -    | -    | -    | -    | -    | -    | -    | -    | -    | -    | -    | -    | X    | X    | X    | X    | X    | X    | X    | X    | X    | 4     |
| Estonia              | X    | X    | X    | X    | X    | X    | X    | 6.º  | -    | -    | -    | 14.º | -    | -    | -    | -    | -    | -    | 17.º | -    | 19.º | C    | C    | 8     |
| Macedonia del Norte  | -    | -    | -    | -    | -    | -    | -    | -    | -    | -    | 13.º | -    | -    | -    | -    | 9.º  | 4.º  | -    | 17.º | -    | -    | -    |      | 5     |
| Finlandia            | -    | -    | -    | -    | -    | -    | -    | -    | 14.º | -    | -    | -    | -    | -    | -    | -    | 10.º | -    | 15.º | 10.º | 8.º  | C    |      | 18    |
| Francia              | 8.º  | 8.º  | 5.º  | 6.º  | 9.º  | 6.º  | 4.º  | 7.º  | 8.º  | 10.º | 4.º  | 6.º  | 4.º  | 3.º  | 8.º  | 5.º  | 2.º  | 1.º  | 3.º  | 12.º | 2.º  | C    |      | 39    |
| Georgia              | X    | X    | X    | X    | X    | X    | X    | -    | -    | -    | -    | -    | -    | -    | -    | -    | 12.º | -    | 15.º | 17.º | 21.º | C    |      | 6     |
| Alemania             | -    | 10.º | 8.º  | 5.º  | 6.º  | -    | -    | 1.º  | 10.º | 12.º | 7.º  | 4.º  | 9.º  | 2.º  | 5.º  | 11.º | 9.º  | -    | 17.º | 7.º  | 3.º  | C    |      | 26    |
| Gran Bretaña         | -    | -    | -    | -    | -    | -    | -    | -    | -    | -    | -    | -    | -    | -    | -    | 13.º | 15.º | -    | -    | 22.º | 24.º | C    |      | 6     |
| Grecia               | 9.º  | 9.º  | 11.º | -    | 1.º  | 2.º  | 5.º  | 4.º  | 4.º  | 4.º  | 16.º | 9.º  | 5.º  | 1.º  | 4.º  | 3.º  | 6.º  | -    | 5.º  | 8.º  | 5.º  | C    | C    | 30    |
| Hungría              | -    | -    | -    | -    | -    | -    | -    | -    | -    | -    | 14.º | -    | -    | -    | -    | -    | -    | -    | -    | 15.º | 23.º | -    |      | 16    |
| Irán                 | -    | -    | -    | -    | -    | -    | -    | -    | -    | -    | -    | -    | -    | -    | -    | -    | -    | -    | -    | -    | -    | -    | -    | 1     |
| Israel               | 2.º  | 6.º  | 6.º  | 9.º  | 11.º | -    | -    | 15.º | 9.º  | 9.º  | 9.º  | 10.º | 7.º  | 9.º  | 11.º | 13.º | 16.º | -    | 9.º  | 20.º | 17.º | C    |      | 31    |
| Italia               | 5.º  | 5.º  | 1.º  | 3.º  | 5.º  | 4.º  | 2.º  | 9.º  | 5.º  | 2.º  | 1.º  | 11.º | 3.º  | 9.º  | 9º   | -    | 20.º | -    | 5.º  | 6.º  | 7.º  | C    |      | 39    |
| Letonia              | X    | X    | X    | X    | X    | X    | X    | 10.º | -    | 16.º | -    | 8.º  | 13.º | 13.º | 13.º | 13.º | 22º  | -    | 8.º  | 5.º  | -    | C    |      | 15    |
| Líbano               | -    | -    | -    | -    | -    | -    | -    | -    | -    | -    | -    | -    | -    | -    | -    | -    | -    | -    | -    | -    | -    | -    | -    | 2     |
| Lituania             | X    | X    | X    | X    | X    | X    | X    | -    | 2.º  | 6.º  | 5.º  | 12.º | 1.º  | 5.º  | 3.º  | 11.º | 5.º  | 2.º  | 2.º  | 9.º  | 15.º | C    |      | 16    |
| Luxemburgo           | -    | -    | -    | -    | -    | -    | -    | -    | -    | -    | -    | -    | -    | -    | -    | -    | -    | -    | -    | -    | -    | -    |      | 3     |
| Montenegro           | -    | -    | -    | -    | -    | -    | -    | -    | -    | -    | -    | -    | -    | -    | -    | -    | 21.º | 17°  | -    | 13.º | 13.º | C    |      | 5     |
| Países Bajos         | 10.º | -    | 4.º  | 12.º | 10.º | 8.º  | -    | -    | -    | -    | -    | -    | -    | -    | -    | -    | -    | -    | 17.º | -    | 22.º | -    |      | 16    |
| Polonia              | 7.º  | 7.º  | 9.º  | 11.º | 7.º  | -    | 7.º  | -    | -    | 7.º  | -    | -    | -    | -    | 13.º | 9.º  | 18.º | -    | 9.º  | 18.º | 4.º  | C    |      | 30    |
| Portugal             | -    | -    | -    | -    | -    | -    | -    | -    | -    | -    | -    | -    | -    | -    | 9.º  | -    | 21.º | -    | -    | -    | -    | C    |      | 4     |
| Rumania              | -    | -    | -    | 10.º | 12.º | -    | -    | -    | -    | -    | -    | -    | -    | -    | -    | -    | -    | -    | -    | 23.º | -    | -    |      | 18    |
| Rusia                | -    | -    | -    | -    | -    | -    | -    | 2.º  | 7.º  | 3.º  | 6.º  | 5.º  | 8.º  | 8.º  | 1.º  | 7.º  | 3.º  | -    | 17.º | 4.º  | -    | -    |      | 13    |
| Escocia              | -    | -    | -    | -    | -    | -    | -    | -    | -    | -    | -    | -    | -    | -    | X    | X    | X    | X    | X    | X    | X    | X    | X    | 2     |
| Serbia               | -    | -    | -    | -    | -    | -    | -    | -    | -    | -    | -    | -    | -    | -    | 13.º | 2.º  | 8.º  | 7.º  | 4.º  | 2.º  | 9.º  | C    |      | 8     |
| Serbia y Montenegro  | -    | -    | -    | -    | -    | -    | -    | -    | -    | -    | -    | -    | 6.º  | 9.º  | X    | X    | X    | X    | X    | X    | X    | X    | X    | 2     |
| Eslovenia            | -    | -    | -    | -    | -    | -    | -    | 16.º | 12.º | 14.º | 10.º | 15.º | 10.º | 6.º  | 7.º  | 4.º  | 7.º  | 5°   | 9.º  | 1.º  | 6.º  | C    | C    | 16    |
| Unión Soviética      | 1.º  | 1.º  | 3.º  | 1.º  | 2.º  | 3.º  | -    | X    | X    | X    | X    | X    | X    | X    | X    | X    | X    | X    | X    | X    | X    | X    | X    | 21    |
| España               | 6.º  | 4.º  | 2.º  | 4.º  | 4.º  | 5.º  | 3.º  | 5.º  | 6.º  | 5.º  | 2.º  | 3.º  | 2.º  | 4.º  | 2.º  | 1.º  | 1.º  | 3.º  | 1.º  | 3.º  | 1.º  | C    | C    | 34    |
| Suecia               | -    | -    | 12.º | -    | -    | -    | -    | 13.º | 11.º | -    | -    | -    | 16.º | -    | -    | -    | -    | -    | -    | -    | -    | C    |      | 11    |
| Suiza                | -    | -    | -    | -    | -    | -    | -    | -    | -    | -    | -    | -    | -    | -    | -    | -    | -    | -    | -    | -    | -    | -    | -    | 5     |
| Siria                | -    | -    | -    | -    | -    | -    | -    | -    | -    | -    | -    | -    | -    | -    | -    | -    | -    | -    | -    | -    | -    | -    | -    | 1     |
| Turquía              | -    | 11.º | -    | -    | -    | -    | -    | 11.º | 13.º | 8.º  | 8.º  | 2.º  | 12.º | 9.º  | 11.º | 8.º  | 11.º | -    | 9.º  | 14.º | 10.º | C    |      | 26    |
| Ucrania              | X    | X    | X    | X    | X    | X    | X    | -    | -    | 13.º | -    | 16.º | 14.º | 13.º | -    | -    | 17.º | -    | 17.º | 16.º | 12.º | -    |      | 9     |
| Yugoslavia           | 3.º  | 2.º  | 7.º  | 7.º  | 3.º  | 1.º  | 1.º  | -    | 1.º  | 1.º  | 3.º  | 1.º  | X    | X    | X    | X    | X    | X    | X    | X    | X    | X    | X    | 21    |

### Individuales
La siguiente es una lista con todos los jugadores galardonados con el premio a Jugador Más Valioso (MVP) y los máximos anotadores de cada edición del EuroBasket. Krešimir Ćosić y Pau Gasol ganaron el MVP en dos ocasiones, mientras que Nikos Galis fue el máximo anotador cuatro veces.
| Año  | MVP                   | Máximo anotador          | Puntos por partido |
| ---- | --------------------- | ------------------------ | ------------------ |
| 1935 | Rafael Martín         | Livio Franceschini       | 16,5               |
| 1937 | Pranas Talzūnas       | Rūdolfs Jurciņš          | 12,5               |
| 1939 | Pranas Lubinas        | Heino Veskila            | 16,6               |
| 1946 | Ferenc Németh         | Pawel Stok               | 12,6               |
| 1947 | Joann Lõssov          | Jacques Perrier          | 13,7               |
| 1949 | Hüseyin Öztürk        | Hüseyin Öztürk           | 19,3               |
| 1951 | Ivan Mrázek           | Ivan Mrázek              | 17,1               |
| 1953 | Anatoly Konev         | Ahmed Idlibi             | 15,9               |
| 1955 | János Greminger       | Miroslav Skerik          | 19,1               |
| 1957 | Jiří Baumruk          | Eddy Terrace             | 23,3               |
| 1959 | Viktor Zubkov         | Radivoj Korać            | 28,1               |
| 1961 | Radivoj Korać         | Radivoj Korać (2)        | 24,0               |
| 1963 | Emiliano Rodríguez    | Radivoj Korać (3)        | 26,6               |
| 1965 | Modestas Paulauskas   | Emiliano Rodríguez       | 21,6               |
| 1967 | Jiří Zedníček         | Georgios Kolokithas      | 26,7               |
| 1969 | Serguéi Belov         | Georgios Kolokithas (2)  | 23,5               |
| 1971 | Krešimir Ćosić        | Edward Jurkiewicz        | 22,6               |
| 1973 | Wayne Brabender       | Atanas Golomeev          | 22,3               |
| 1975 | Krešimir Ćosić (2)    | Atanas Golomeev (2)      | 22,9               |
| 1977 | Dražen Dalipagić      | Kees Akerboom            | 27,0               |
| 1979 | Miki Berkovich        | Mieczyslaw Mlynarski     | 26,6               |
| 1981 | Valdis Valters        | Mieczyslaw Mlynarski (2) | 23,1               |
| 1983 | Juan Antonio Corbalán | Nikos Galis              | 33,0               |
| 1985 | Arvydas Sabonis       | Doron Jamchi             | 28,1               |
| 1987 | Nikos Galis           | Nikos Galis (2)          | 37,0               |
| 1989 | Dražen Petrović       | Nikos Galis (3)          | 35,6               |
| 1991 | Toni Kukoč            | Nikos Galis (4)          | 32,4               |
| 1993 | Chris Welp            | Sabahudin Bilalović      | 24,6               |
| 1995 | Šarūnas Marčiulionis  | Šarūnas Marčiulionis     | 22,5               |
| 1997 | Saša Đorđević         | Oded Katash              | 22,0               |
| 1999 | Gregor Fučka          | Alberto Herreros         | 19,2               |
| 2001 | Predrag Stojaković    | Dirk Nowitzki            | 28,7               |
| 2003 | Šarūnas Jasikevičius  | Pau Gasol                | 25,8               |
| 2005 | Dirk Nowitzki         | Dirk Nowitzki (2)        | 26,1               |
| 2007 | Andrei Kirilenko      | Dirk Nowitzki (3)        | 24,0               |
| 2009 | Pau Gasol             | Pau Gasol (2)            | 18,7               |
| 2011 | Juan Carlos Navarro   | Tony Parker              | 22,1               |
| 2013 | Tony Parker           | Tony Parker (2)          | 19,0               |
| 2015 | Pau Gasol (2)         | Pau Gasol (3)            | 25,6               |
| 2017 | Goran Dragić          | Alekséi Shved            | 24,3               |
| 2022 | Willy Hernangómez     | Giannis Antetokounmpo    | 29,3               |

## Récords

### Anotación
(Actualizado tras el EuroBasket 2022)
| Jugador                   | Puntos | Partidos | PPP  |
| ------------------------- | ------ | -------- | ---- |
| Pau Gasol                 | 1183   | 58       | 20,4 |
| Tony Parker               | 1104   | 66       | 16,7 |
| Dirk Nowitzki             | 1052   | 54       | 19,5 |
| Nikos Galis               | 1031   | 33       | 31,2 |
| Kamil Brabenec            | 918    | 60       | 15,3 |
| Miki Berkovich            | 917    | 39       | 23,5 |
| Juan Antonio San Epifanio | 894    | 52       | 17,2 |
| Emiliano Rodríguez        | 864    | 53       | 16,3 |
| Radivoj Korać             | 844    | 34       | 24,8 |
| Panagiotis Giannakis      | 769    | 58       | 13,3 |

### Puntos por partido
(Actualizado tras el EuroBasket 2022)
| Jugador              | Puntos | Partidos | PPP  |
| -------------------- | ------ | -------- | ---- |
| Nikos Galis          | 1030   | 33       | 31,2 |
| Radivoj Korać        | 844    | 34       | 24,8 |
| Luol Deng            | 123    | 5        | 24,6 |
| Eddy Terrace         | 220    | 9        | 24,4 |
| Sabahudin Bilalović  | 217    | 9        | 24,1 |
| Kristaps Porziņģis   | 165    | 7        | 23,6 |
| Petar Naumoski       | 989    | 42       | 23,5 |
| Dražen Petrović      | 604    | 26       | 23,2 |
| Dennis Schröder      | 448    | 20       | 22,4 |
| Rik Smits            | 154    | 7        | 22,0 |
| Mieczysław Młynarski | 482    | 22       | 21,9 |
| Michael Jackel       | 347    | 16       | 21,6 |

### Partidos jugados
(Actualizado tras el EuroBasket 2022)
| Jugador          | Partidos | Torneos | Ediciones                                            |
| ---------------- | -------- | ------- | ---------------------------------------------------- |
| Krešimir Ćosić   | 69       | 9       | 1967, 1969, 1971, 1973, 1975, 1977, 1979, 1981, 1983 |
| Tony Parker      | 68       | 8       | 2001, 2003, 2005, 2007, 2009, 2011, 2013, 2015       |
| Boris Diaw       | 67       | 8       | 2003, 2005, 2007, 2009, 2011, 2013, 2015, 2017       |
| Mihai Nedef      | 64       | 7       | 1953, 1955, 1957, 1959, 1961, 1963, 1965             |
| Kamil Brabenec   | 62       | 8       | 1971, 1973, 1975, 1977, 1979, 1981, 1985, 1987       |
| Francesc Buscató | 62       | 8       | 1959, 1961, 1963, 1965, 1967, 1969, 1971, 1973       |
| Florent Piétrus  | 62       | 7       | 2003, 2005, 2007, 2009, 2011, 2013, 2015             |
| Rudy Fernández   | 61       | 8       | 2005, 2007, 2009, 2011, 2013, 2015, 2017, 2022       |
| Timo Lampen      | 61       | 7       | 1953, 1955, 1957, 1959, 1961, 1963, 1965             |

### Anotación en un único partido
(Actualizado tras el EuroBasket 2022)
| Jugador            | Puntos | Rival        | Edición |
| ------------------ | ------ | ------------ | ------- |
| Eddy Terrace       | 63     | Albania      | 1957    |
| Luka Dončić        | 47     | Francia      | 2022    |
| Nikos Galis        | 46     | Suecia       | 1983    |
| Miki Berkovich     | 44     | Turquía      | 1975    |
| Doron Jamchi       | 44     | Rumanía      | 1987    |
| Nenad Marković     | 44     | Letonia      | 1997    |
| Giorgos Kolokithas | 43     | España       | 1967    |
| Dirk Nowitzki      | 43     | España       | 2001    |
| Emiliano Rodríguez | 43     | Países Bajos | 1967    |
| Lauri Markkanen    | 43     | Croacia      | 2022    |

### Triples-dobles
(Actualizado tras el EuroBasket 2022)
| Jugador          | Triple-doble                           | Rival      | Edición |
| ---------------- | -------------------------------------- | ---------- | ------- |
| Stojan Vranković | 12 puntos, 13 rebotes y 10 tapones     | Grecia     | 1993    |
| Toni Kukoč       | 15 puntos, 12 rebotes y 11 asistencias | Finlandia  | 1995    |
| Andrei Mandache  | 14 puntos, 10 rebotes y 12 asistencias | Montenegro | 2017    |
| Mateusz Ponitka  | 26 puntos, 16 rebotes y 10 asistencias | Eslovenia  | 2022    |

### Medallas
(Actualizado tras el EuroBasket 2022)
| Jugador                    | Oro                                    | Plata                | Bronce               | Total |
| -------------------------- | -------------------------------------- | -------------------- | -------------------- | ----- |
| Gennadi Volnov             | 6 (1959, 1961, 1963, 1965, 1967, 1969) | 0                    | 0                    | 6     |
| Serguéi Belov              | 4 (1967, 1969, 1971, 1979)             | 2 (1975, 1977)       | 1 (1973)             | 7     |
| Rudy Fernández             | 4 (2009, 2011, 2015, 2022)             | 1 (2007)             | 1 (2013)             | 6     |
| Predrag Danilović          | 4 (1989, 1991, 1995, 1997)             | 0                    | 1 (1999)             | 5     |
| Modestas Paulauskas        | 4 (1965, 1967, 1969, 1971)             | 0                    | 1 (1973)             | 5     |
| Zurab Sakandelidze         | 4 (1965, 1967, 1969, 1971)             | 0                    | 1 (1973)             | 5     |
| Aleksandr Pávlovich Petrov | 4 (1959, 1961, 1963, 1965)             | 0                    | 0                    | 4     |
| Armenak Alachachian        | 4 (1953, 1961, 1963, 1965)             | 0                    | 0                    | 4     |
| Krešimir Ćosić             | 3 (1973, 1975, 1977)                   | 3 (1969, 1971, 1981) | 1 (1979)             | 7     |
| Pau Gasol                  | 3 (2009, 2011, 2015)                   | 2 (2003, 2007)       | 2 (2001, 2017)       | 7     |
| Felipe Reyes               | 3 (2009, 2011, 2015)                   | 2 (2003, 2007)       | 1 (2001)             | 6     |
| Vladimir Tkachenko         | 3 (1979, 1981, 1985)                   | 2 (1977, 1987)       | 0                    | 5     |
| Vinko Jelovac              | 3 (1973, 1975, 1977)                   | 2 (1969, 1971)       | 0                    | 5     |
| Aleksandr Belostenny       | 3 (1979, 1981, 1985)                   | 1 (1977)             | 2 (1983, 1989)       | 6     |
| Dražen Dalipagić           | 3 (1973, 1975, 1977)                   | 1 (1981)             | 1 (1979)             | 5     |
| Dragan Kićanović           | 3 (1973, 1975, 1977)                   | 1 (1981)             | 1 (1979)             | 5     |
| Serguéi Tarakánov          | 3 (1979, 1981, 1985)                   | 1 (1987)             | 1 (1983)             | 5     |
| Vlade Divac                | 3 (1989, 1991, 1995)                   | 0                    | 2 (1987, 1999)       | 5     |
| Sergio Llull               | 3 (2009, 2011, 2015)                   | 0                    | 1 (2013)             | 4     |
| Valdemaras Chomičius       | 2 (1979, 1985)                         | 2 (1987, 1995)       | 2 (1983, 1989)       | 6     |
| Juan Carlos Navarro        | 2 (2009, 2011)                         | 2 (2003, 2007)       | 2 (2001, 2017)       | 6     |
| Marc Gasol                 | 2 (2009, 2011)                         | 1 (2007)             | 2 (2013, 2017)       | 5     |
| Dino Rađa                  | 2 (1989, 1991)                         | 0                    | 3 (1987, 1993, 1995) | 5     |

## Competiciones europeas entre categorías inferiores
- Campeonato Europeo Sub-20 de baloncesto
- Campeonato Europeo Sub-18 de baloncesto
- Campeonato Europeo Sub-16 de baloncesto